# فرودگاه لوفکر
فرودگاه لوفکر (به انگلیسی: Lufker Airport) یک فرودگاه همگانی است که یک باند فرود چمن دارد و طول باند آن ۷۰۰ متر است. این فرودگاه در کشور ایالات متحده آمریکا قرار دارد و در ارتفاع ۱۷ متری از سطح دریا واقع شده است.